# Slow (песма)
„Slow“ је електропоп песма аустралијске певачице Кајли Миног. Објављена је као дебитантски сингл са њеног деветог студијског албума Body Language у 3. новембра 2003. године.

## Информација
Песму "Slow" написали су Кајли Миног, Дан Кери и Емилијана Торини, прудуцирали су Кери и Торини, и примила је позитивне критике музичких критичара. Песма је донела трећу номинацију за награду Греми за певачицу Миног, и то у категорији „најбоља денс песма“. Песма је такође извођена на телевизијском концерту Money Can't Buy из 2003. године.

## Успех на топ љествицама
Песма "Slow" је објављена као сингл у 3. новембра 2003. године у Уједињеном Краљевству. Песма је постала Миног седма песма која је доспијела на прво место на лествици у Великој Британији, а свеукупно је провела 10 недеља између првих 75 места. Постигла је успех и изван Уједињеном Краљевству. Песма је дебитовала на првом месту на аустралијској лествици, те због преко 70.000 продатих примерака добила платинасту сертификацију.
У континенталној Европи песма је доспела на прво место у Данској и Румунији и доспела на јендо од првих пет или десет места у многим државама, укључујући Белгију, Финску, Немачку, Мађарску, Ирску, Италију, Холандију и Норвешку, због чега је доспела на друго место на европској лествици. Песма је објављена у Канади као сингл 13. јануара 2004. године, и доспела је на шестом место тамошње листе, постајући један од најуспешнијих синглова тамо.
Због одличних критика Миног претходних издања, "Slow" је објављена као сингл у САД. "Slow" постала је њено треће издање које је доспело на врх Билборд денс лествице. Такође, постигла је добар успех на денс лествици, где је доспела на седми место. Ипак, није нашла успех на лествици Билборд хот 100, где је дебитовала на 93. месту пре него што се попела на 91. место, и провела је само три недеље на лествици.

## Формати и спискови верзија
Британски CD 1
1. "Slow" – 3:15
2. "Soul on Fire" – 3:32

Британски CD 2 и аустралијски CD 1
1. "Slow" – 3:15
2. "Sweet Music" – 4:08
3. "Slow" (Medicine 8 Remix) – 6:57
4. "Slow" (Video)

Канадски CD 1
1. "Slow" – 3:15
2. "Soul on Fire" – 3:32

Аустралијски CD 2
1. "Slow" – 3:15
2. "Soul on Fire" – 3:32
3. "Slow" (Radio Slave Mix) – 10:27
4. "Slow" (Synth City Mix) – 5:50

Француски ДВД
1. "Slow" – 3:15
2. "Sweet Music" – 4:08
3. "Slow" (Video)

Јапански CD
1. "Slow" – 3:15
2. "Soul on Fire" – 3:32
3. "Slow" (Medicine 8 Remix) – 6:57
4. "Slow" (Radio Slave Mix) – 6:35
5. "Slow" (Extended Mix) – 6:25

## Историја објављивања
| Држава           | Датум              | Издавач         | Формат   |
| ---------------- | ------------------ | --------------- | -------- |
| Велика Британија | 3. новембра 2003.  | Parlophone      | CD сингл |
| Јапан            | 10. новембра 2003. | Parlophone      | CD сингл |
| Француска        | 10. новембра 2003. | Parlophone      | CD сингл |
| Канада           | 13. јануара 2004.  | Capitol Records | CD сингл |